# Годовое собрание
Годовое собрание (англ. Yearly meeting) – термин, используемый членами Религиозного общества Друзей, или же квакеров, для обозначения организации, состоящей из собраний-учредителей (или церквей) в пределах одной географической территории. В большинстве стран мира собрания-учредители называются месячными собраниями. В Великобритании местные конгрегации теперь называются региональными собраниями. В Австралии месячные собрания называются местными собраниями. Термины «месячные» и «годовые» имеют отношение к тому, как часто организация собирается для принятия решений. Месячные собрания – это местные общины, которые обычно проводят богослужения по воскресеньям. В зависимости от организационной структуры годового собрания в нем могут также проводиться квартальные собрания, полугодовые собрания или региональные собрания, в ходе которых несколько месячных собрании из одного годового собрания встречаются вместе.
Также существуют годовые собрания для молодых квакеров, которые называются молодежными годовыми собраниями.

## Общее описание
Встречи годового собрания – это время, когда Друзей, проживающие на обширной географической территории, съезжаются вместе для совместного богослужения и «поиска Божественного водительства» с целью принятия решений по вопросам, стоящим перед Друзьями этого региона. Годовые собрания издают материалы, в которых описываются принципы управления, организационные процессы и компактно содержатся выражения, передающие веру Друзей, входящих в данное собрание. Получившиеся таким образом книги называются «Вера и практика» или «Книга дисциплины».

## Происхождение
Как и многие другие стороны квакерства, организационное построение в виде годовых собраний возникало постепенно. Английские Друзья начали проводить собрания, начиная с 1650-х годов, вскоре после своего появления и большого численного роста. Годовое собрание в Великобритании, Британское годовое собрание (первоначально Лондонское годовое собрание), считает временем своего официального основания 1668 год. Годовое собрание Новой Англии было основано в 1661 году. В ранние годы своего существования назначением годовых собраний было получать ответы на вопросы, которые они отправляли квартальным собраниям, читать послания от путешествующих Друзей и искать Божье водительство для своей деятельности. Они также предлагали и планировали создание различных квакерских учреждений, например, школ.
По мере того как Религиозное общество Друзей росло и распространялось по всему миру, создавались новые годовые собрания. Косвенное влияние одних собраний на другие остается, однако каждое годовых собраний является автономным.

## Процедура принятия решений
Заседание годового собрания, как и всех квакерских деловых собраний, считается временем богослужения и одновременно решения деловых вопросов. После представления и объяснения вопроса из повестки дня присутствующие Друзья в молчании прислушиваются к своему внутреннему водительству Бога. Те, кто чувствует водительство, делятся своими озарениями, остальные слушают. В конце концов начинает проясняться «суть собрания». Клерк собрания – своего рода секретарь – или записывающий клерк – человек, который ведет протокол – пытаются сформулировать протокольные записи, отражающие суть собрания. Может потребоваться дальнейшее обсуждение. Когда становится ясно, что найдено общее согласие, суть собрания заносится в протокол. Некоторые из присутствующих на собрании Друзей могут иметь замечания по обсуждаемому вопросу, но предпочитают полагаться на других. Друзья верят и надеются, что протокольная запись – это Божья воля по данному вопросу. Однако среди Друзей ничто не считается постоянным и неизменным законом, каждый вопрос открыт для изменений в будущем.
Перед закрытием годового собрания Друзья пишут послание другим Друзьям по всему миру. Существует обычай во время сессий годового собрания читать избранные места из посланий, которые данное собрание получило от других квакерских организаций.
Все Друзья, принадлежащие к собранию-учредителю, являются членами соответствующего годового собрания и могут присутствовать и принимать участие в его сессиях на основе равенства – в Религиозном обществе Друзей нет иерархии. Многие конкретные вопросы, вызывающие озабоченность квакеров, рассматриваются комитетами, назначенными годовыми собраниями.

## Названия
Годовые собрания называются согласно местам, где они встречаются – странам (например, Канадское годовое собрание), регионам страны (например, Годовое собрание Новой Англии), штатам (например, Годовое собрание Индианы) или большим городам, которые служат центрами активности (например, Филадельфийское Годовое собрание). Полное название годового собрания обычно включает слова «Религиозного общества Друзей» (например, Нью-Йоркское Годовое собрание Религиозного общества Друзей), однако не у всех (например, Северное Годовое собрание).

## Объединения
Многие годовые собрания являются членами более крупных объединений. В Соединенных Штатах и в некоторых других странах действует три основных объединения Друзей – Всеобщая конференция Друзей, Объединенное собрание Друзей и Евангелические церкви Друзей. Самое широкое объединение, в котором пересекаются теологические, организационные и национальные направления и происходит общение и сотрудничество различных групп – это Всемирный консультативный комитет Друзей.